# Gyula Kakas
Gyula Kakas (* 28. März 1875 in Budapest; † 25. Februar 1928 ebenda) war ein ungarischer Turner, der an den Olympischen Sommerspielen 1896, den Olympischen Sommerspielen 1900 und den Olympischen Zwischenspielen 1906 teilnahm. Er trat in 1896 in den Disziplinen Pferdsprung, Reck, Barren und Pauschenpferd an. 1900 trat er beim Turnmehrkampf an, 1906 beim Turnmehrkampf mit 5 und 6 Übungen sowie mit der ungarischen Mannschaft beim Turnmehrkampf für Mannschaften. Er gewann nie eine olympische Medaille.

## Ergebnisse
| Jahr | Disziplin                   | Wettkampf     | Rang                |
| ---- | --------------------------- | ------------- | ------------------- |
| 1896 | Pferdsprung                 |               | ?                   |
| 1896 | Reck                        |               | ?                   |
| 1896 | Pauschenpferd               |               | ?                   |
| 1896 | Barren                      |               | ?                   |
| 1900 | Turnmehrkampf               |               | 211 Punkte Rang 88  |
| 1906 | Mannschaftsmehrkampf        |               | 14,45 Punkte Rang 6 |
| 1906 | Turnmehrkampf 6 Disziplinen | Barren        | 14 Punkte Platz 19  |
| 1906 | Turnmehrkampf 6 Disziplinen | Reck          | 15 Punkte Platz 25  |
| 1906 | Turnmehrkampf 6 Disziplinen | Pferdsprung   | 15 Punkte Platz 16  |
| 1906 | Turnmehrkampf 6 Disziplinen | Ringeturnen   | 10 Punkte Platz 23  |
| 1906 | Turnmehrkampf 6 Disziplinen | Springen      | 20 Punkte Platz 1   |
| 1906 | Turnmehrkampf 6 Disziplinen | Pauschenpferd | 17 Punkte Platz 22  |
| 1906 | Turnmehrkampf 6 Disziplinen | Gesamt        | 91 Punkte Rang 23   |
| 1906 | Turnmehrkampf 5 Disziplinen | Barren        | 14 Punkte Platz 22  |
| 1906 | Turnmehrkampf 5 Disziplinen | Reck          | 15 Punkte Platz 33  |
| 1906 | Turnmehrkampf 5 Disziplinen | Pferdsprung   | 15 Punkte Platz 17  |
| 1906 | Turnmehrkampf 5 Disziplinen | Ringeturnen   | 10 Punkte Platz 35  |
| 1906 | Turnmehrkampf 5 Disziplinen | Springen      | 20 Punkte Platz 1   |
| 1906 | Turnmehrkampf 5 Disziplinen | Gesamt        | 74 Punkte Platz 31  |